# Manuel Keosseian
Manuel Keosseian (Montevideo, 17 de agosto de 1953) es un exfutbolista profesional y exentrenador uruguayo. Su último equipo dirigido fue el Marathón de Honduras.

## Trayectoria
Jugó de 1967 a 1976 en clubes uruguayos como Sud América y Danubio, y en 1977 jugó en el club argentino Independiente. Luego de pasar brevemente por el Aucas de México vuelve a su país natal para jugar en Progreso, para en el año 1983 retirarse en el club Armenio de Argentina.
Fue entrenador de Fénix en 1985, para luego pasar por varios equipos como Rentistas, Bella Vista, Basáñez, Defensor Sporting, Danubio y Miramar Misiones (de su país natal), Huachipato, Mandiyú, Universitario de Deportes, Alajuelense, Deportivo Saprissa, El Nacional, Brujas, Akratitos, Marathón, Deportivo Municipal y Peñarol.
Keosseian es uno de los directores técnicos con mayor efectividad en torneos internacionales por parte de los mirasoles, ya que ganó 75 % de los puntos en la competencia Sudamericana 2010 y el 100 % de los puntos de local, superando en porcentaje de puntos, la campaña de Diego Aguirre en la Libertadores 2011, quien consiguió el 47.62% de puntos en disputa. 
En 1990 logró el único título que tiene Bella Vista de Uruguay en su historia. En 1999 logró el quinto lugar en la Copa Libertadores, que fue una posición histórica, y además clasificó a los papales para la siguiente Copa Libertadores. En Defensor Sporting, entre los años 2000 y 2001 llegó a la cifra récord de 37 partidos sin perder, ganando la Liguilla Pre-Libertadores de 2000 en forma invicta.
En Centroamérica su trayectoria es destacadísima, al punto que ganó títulos de liga en los tres países donde estuvo: Costa Rica, Honduras y Guatemala. Con 7 títulos en su carrera, 5 de ellos en el exterior, es uno de los DT uruguayos con más lauros en tierras extranjeras.
Keosseian es un DT con una gran vision del fútbol ya que fue quien sugirió a Bella Vista de Montevideo traer a Egidio Arévalo Rios de su similar de Paysandú en el 2002 y Messi al Barcelona. [cita requerida]

## Clubes

### Como jugador
| Club              | País      | Año       |
| ----------------- | --------- | --------- |
| Sud América       | Uruguay   | 1967      |
| Danubio           | Uruguay   | 1968-1976 |
| Independiente     | Argentina | 1977      |
| Aucas             | Ecuador   | 1978-1981 |
| Progreso          | Uruguay   | 1982      |
| Deportivo Armenio | Argentina | 1983      |

### Como entrenador
| Club                      | País       | Año       |
| ------------------------- | ---------- | --------- |
| Fénix                     | Uruguay    | 1985-1986 |
| Rentistas                 | Uruguay    | 1987-1989 |
| Bella Vista               | Uruguay    | 1990-1991 |
| Huachipato                | Chile      | 1992      |
| Deportivo Mandiyú         | Argentina  | 1993      |
| Universitario de Deportes | Perú       | 1994      |
| Basáñez                   | Uruguay    | 1995      |
| Alajuelense               | Costa Rica | 1996-1998 |
| Bella Vista               | Uruguay    | 1999      |
| Defensor Sporting         | Uruguay    | 2000-2001 |
| Saprissa                  | Costa Rica | 2002-2003 |
| Danubio                   | Uruguay    | 2003      |
| El Nacional               | Ecuador    | 2004      |
| Brujas                    | Costa Rica | 2004-2005 |
| Miramar Misiones          | Uruguay    | 2005      |
| Akratitos                 | Grecia     | 2005-2006 |
| Fénix                     | Uruguay    | 2008      |
| Marathón                  | Honduras   | 2008-2010 |
| Deportivo Municipal       | Guatemala  | 2010      |
| Peñarol                   | Uruguay    | 2010      |
| Marathón                  | Honduras   | 2011-2012 |
| Alajuelense               | Costa Rica | 2013      |
| Marathón                  | Honduras   | 2014      |
| Deportivo Municipal       | Guatemala  | 2014      |
| Rentistas                 | Uruguay    | 2015      |
| Marathón                  | Honduras   | 2017      |
| Olimpia                   | Honduras   | 2018-2019 |
| Marathón                  | Honduras   | 2022      |
| Marathón                  | Honduras   | 2025      |

## Palmarés

### Como entrenador
| Título                   | Club              | País       | Año    |
| ------------------------ | ----------------- | ---------- | ------ |
| Campeonato Uruguayo B    | Rentistas         | Uruguay    | 1988   |
| Campeonato Uruguayo      | Bella Vista       | Uruguay    | 1990   |
| Campeonato de Costa Rica | Alajuelense       | Costa Rica | 1997   |
| Liguilla                 | Defensor Sporting | Uruguay    | 2000   |
| Liga Hondureña           | Marathón          | Honduras   | 2008-A |
| Liga Hondureña           | Marathón          | Honduras   | 2009-A |
| Liga Guatemalteca        | Municipal         | Guatemala  | 2010-C |
| Copa Presidente          | Marathón          | Honduras   | 2017   |